# System (zespół muzyczny)
System – polski zespół rockowy, powstały w październiku 1971 w Warszawie i rozwiązany latem 1972 roku.

## Geneza powstania zespołu według Wojciecha Bruślika
Dwaj byli muzycy warszawskiej, soulowej Grupy X i studenci Szkoły Muzycznej im. Fryderyka Chopina przy ul. Bednarskiej – basista Wojciech Bruślik (uczył się w klasie kontrabasu) i perkusista Wojciech Morawski (uczył się w klasie ksylofonu) – snuli plany założenia własnej grupy. Po dołączeniu ich kolegi ze szkoły muzycznej, klawiszowca Krzysztofa Dłutowskiego (uczył się w klasie oboju) – mającego już na swym koncie współpracę m.in. z zespołami Blackout, Breakout i Pięciu. Pozostało im znalezienie wokalisty i gitarzysty. Odrzucając kandydaturę Jerzego Wawrzyniaka, wokalisty grupy Zen. Dłutowski i Morawski zwrócili uwagę Bruślika na wokalistę Romualda Czystawa, jednocześnie namawiając go do zaangażowania do Systemu gitarzysty Zenu, Wojciecha Waglewskiego. Na co basista nie przystał, ponieważ nie przepadał za gitarowymi inspiracjami tego muzyka. A był to głównie Eric Clapton, choć również Carlos Santana – zaś on sam był wielkim fanem Jimiego Hendrixa i pragnął znaleźć gitarzystę, grającego w tym stylu. Po tej naradzie z kolegami, wracając do domu, spotkał w pociągu do Rembertowa, nikomu wówczas nieznanego gitarzystę Winicjusza Chrósta (uczył się wówczas w Szkole Muzycznej przy ul. Miodowej w klasie kontrabasu), który zaczepił go, ponieważ dowiedział się, że jego nowopowstający zespół szuka gitarzysty. Wkrótce okazało się, że on również jest wielkim miłośnikiem Hendrixa i gra jego utwory. Bruślik od razu tego samego dnia pojechał z nim do jego domu w Sulejówku, gdzie zdziwiony ujrzał, rzadko wówczas w Polsce spotykaną, gitarę marki Hagström na której Chróst zagrał mu kilka utworów Hendrixa – po czym ten przyjął go do zespołu System i umówił się z nim na próbę, mającą się odbyć pojutrze. Na początku, gdy muzycy zagrali kilka utworów, m.in. z rep. Deep Purple i C. Santany. Gitarzysta był nieco stremowany podczas grania – ze świadomością, iż gra z dość już znanymi muzykami, a jego nikt nie zna. Sytuację uratował Bruślik, ponieważ jego koledzy nadal lekko naciskali na kandydaturą Waglewskiego – tak więc zaproponował Chróstowi żeby zagrali utwory Jimiego Hendrixa, takie jak m.in. Purple Haze czy Foxy Lady (prawdopodobnie trzy utwory). To spowodowało, że gitarzysta się otworzył i zrobił na kolegach basisty mocne wrażenie, które miało wpływ na zmianę zdania, co do Waglewskiego.

Uprawiamy muzykę bliską beatowi, ale – powiedziałbym – bardziej ambitną. Co znaczy awangarda – wiedzą wszyscy. Co my rozumiemy przez awangardowy beat? Dla naszego warsztatu wybraliśmy inspiracje płynące z progressive bluesa i hard bluesa, bardzo popularnych, modnych. Nie da się ukryć, że w swojej muzyce mamy i inny wzór, a mianowicie Jimiego Hendrixa.

## Historia zespołu
Pierwsza próba Systemu miała miejsce 7 listopada 1971 roku. Skład grupy przedstawiał się następująco: Romuald Czystaw (śpiew), Winicjusz Chróst (gitara), Krzysztof Dłutowski (organy), Wojciech Bruślik (gitara basowa) i Wojciech Morawski (perkusja). Menedżerem był Wojciech Bukowski. Początkowo zespół związany był z klubem studenckim Stodoła, by po pewnym czasie związać się ostatecznie z klubem Medyk przy ul. Oczki 7. Pierwszy sukces miał miejsce podczas warszawskiej Weryfikacji Studenckich Zespołów Muzycznych, gdzie jako jedyny zespół rockowy, System otrzymał I kategorię, zaś trzem jego członkom wręczono nagrody indywidualne. Ogólnopolski debiut formacji miał miejsce na II Festiwalu Młodzieżowej Muzyki Współczesnej w Kaliszu (6–9.01.1972) i należał do udanych, ponieważ System zaprezentował cztery utwory Jam Back At The House i Who knows? z rep. Jimiego Henrixa oraz dwie własne kompozycje – Odpowiedź i Najserdeczniejsze życzenia w dniu urodzin – z miejsca zdobywając jedną z pięciu równorzędnych pierwszych nagród, co w efekcie prowadziło do nobilitacji na festiwalu i przykuło uwagę dziennikarzy. W lutym 1972 roku muzycy z gościnnym udziałem Ryszarda Kuli (eks- Wawele. Hagaw; flet, saksofon altowy) – nagrali w studiu Młodzieżowego Studia „Rytm” trzy utwory autorstwa R. Czystawa i W. Bruślika do słów Andrzeja Mogielnickiego: Odpowiedź, Jeszcze jeden? i Najserdeczniejsze życzenia w dniu urodzin (sesja była nagrodą za zajęcie I miejsca na II FMMW w Kaliszu).

To był krąg Medyka, wtedy wspaniałego klubu, chyba jedynego w Warszawie, w którym grano muzykę rockową. Działało tam sześć, może nawet siedem zespołów, przede wszystkim Klan, Zen i System, dla którego napisałem pierwsze w życiu teksty. Tam się spotykali ci, którzy chcieli coś zrobić w tej muzyce. Dzisiaj się mówi, że ktoś to inspirował. Nie, to był czysty przypadek. Istnieje coś takiego jak duch miejsca, i właśnie do tego miejsca, do Medyka, przyszli kiedyś Hołdys, Waglewski, Morawski, Bruślik – ale to były spotkania towarzyskie... Już niedługo zaczynaliście taką muzykę tworzyć, powstawały nowe melodie, trzeba było do nich napisać teksty, ja byłem pod ręką, więc napisałem – i takie były początki tamtego rocka. Jak wcześniej w Stodole rock and rolla.

W maju 1972 roku zespół został laureatem I nagrody na Ogólnopolskim Konkursie Zespołów Muzyki Rozrywkowej „Złoty Antałek” w Olsztynie. Latem z Systemu odszedł K. Dłutowski – współpracę zakończył także R. Kula. Wkrótce zespół działający już jako kwartet – zakończył swą działalność, zaś jego instrumentaliści rozpoczęli tzw. zawodową pracę zarobkową jako muzycy. W latach 70. Chróst, Bruślik i Morawski, pojawiając się w studiach nagraniowych jako muzycy sesyjni (głównie we współpracy z keyboardzistą Jerzym Suchockim) i biorąc udział np. w 1976 roku w nagraniach Stanisława Wenglorza czy duetu, który współtworzyły Jolanta Darowna i Krystyna Korczyńska-Konarzewska – używali nazwy „System”. 24 maja 1996 roku zespół wziął po latach udział w koncercie wspomnieniowym pt. „Warszawski rock and roll lat 60. (Z brzytwą na poziomki)”.

## Dyskografia

### Nagrania radiowe
Młodzieżowe Studio „Rytm” (luty 1972)
- Odpowiedź, Jeszcze jeden?, Najserdeczniejsze życzenia w dniu urodzin